# Francisco Julio
Francisco José Julio Castro (* 22. Oktober 1933 in Santiago; † 3. September 2012 ebenda) war ein chilenischer Fußballspieler. Der Abwehrspieler wurde 1958 chilenischer Meister.

## Karriere
Francisco Julio begann seine Profikarriere 1948 bei den Santiago Wanderers und gewann in seiner Zeit bis 1958 zum Abschluss seiner Karriere die Meisterschaft 1958. Der Abwehrspieler lief in seiner Profikarriere nur für den Klub aus Valparaíso auf.

## Erfolge
Santiago Wanderers
- Chilenischer Meister: 1958